# Mathématiques expérimentales
Les mathématiques expérimentales constituent une approche dans laquelle des calculs (essentiellement réalisés actuellement par ordinateur) sont utilisés pour explorer les propriétés d'objets mathématiques, et découvrir des relations et des régularités entre ces objets.

## Historique
Cette approche des mathématiques a toujours existé : les textes les plus anciens, comme ceux des mathématiques mésopotamiennes, sont formés typiquement de listes d'exemples numériques illustrant des identités algébriques. Mais à partir du XVIIe siècle, les mathématiciens ont développé un style de présentation formel et abstrait, amenant à ce que les exemples ayant conduit à la formulation du théorème général ne soient plus publiés, et soient généralement oubliés (bien que l'on connaisse quelques exceptions, souvent extraits de la correspondance de mathématiciens entre eux, comme l'approche ayant conduit Gauss à la formulation du théorème des nombres premiers).
En tant que domaine d'étude séparé, les mathématiques expérimentales sont réapparues au XXe siècle, l'invention des ordinateurs augmentant considérablement le domaine des calculs possibles, ainsi que leur vitesse et leur précision. Un exemple significatif de ces progrès est la découverte en 1995 de la formule BBP donnant les chiffres (binaires) de π. Cette formule fut découverte, non par une analyse théorique, mais par explorations numériques, une preuve rigoureuse de sa validité n'ayant été donnée que par la suite.

## Objectifs et usages
Les objectifs des mathématiques expérimentales sont :
1. Améliorer l'intuition.
2. Découvrir de nouvelles relations et de nouvelles structures.
3. Utiliser des représentations graphiques clarifiant des concepts.
4. Tester des conjectures, particulièrement pour les réfuter.
5. Explorer des résultats dans le but de construire une démonstration rigoureuse.
6. Remplacer des démonstrations complexes par des calculs susceptibles de vérification automatique.

Et, plus généralement, « de rendre les mathématiques plus tangibles, vivantes et gaies, que ce soit pour le professionnel ou pour le novice »

## Outils et techniques
L'analyse numérique est le domaine privilégié des mathématiques expérimentales ; de nombreux outils ont été développés pour déterminer (avec une précision bien supérieure aux besoins des utilisateurs non-mathématiciens) les valeurs de solutions d'équations, d'intégrales, de séries ou de produits infinis, etc., en utilisant en particulier l'arithmétique multiprécision, ces valeurs étant souvent déterminées avec plusieurs centaines de chiffres significatifs, voire, pour certaines constantes importantes, telles que {\displaystyle \pi }, plusieurs milliards. Des algorithmes spécialisés (en) sont ensuite utilisés pour déterminer des relations entre les nombres trouvés et des constantes connues ; le calcul en haute précision rend négligeable la probabilité de confondre une véritable relation avec une coïncidence mathématique. On essaie ensuite d'obtenir une preuve rigoureuse de la relation ainsi trouvée, une telle preuve étant souvent plus facile à obtenir lorsque la forme exacte de la relation est connue. Inversement, ces calculs permettent souvent d'exclure l'existence d'une telle relation avec un haut degré de vraisemblance, et donc de renforcer des conjectures telles que celle de l'indépendance algébrique de e et π.
La recherche de contre-exemples, tout comme l'établissement de démonstrations par recherche exhaustive, peuvent amener à utiliser les méthodes de l'informatique répartie, pour distribuer les calculs parmi de multiples ordinateurs.
On utilise souvent des systèmes de calcul formel tels que Mathematica, bien que des logiciels spécialisés soient également fréquemment créés pour l'étude de problèmes spécialisés réclamant une optimisation des calculs (au début des années 1960, alors que les ordinateurs de seconde génération étaient encore très inefficaces, il est même arrivé que des circuits spécialisés soient construits, par exemple pour accélérer les calculs de factorisation de grands entiers ; on peut rapprocher cette situation de la recherche actuelle d'ordinateurs quantiques capables d'implémenter l'algorithme de Shor). Ces logiciels contiennent en général des mécanismes de détection et correction d'erreurs, utilisant par exemple des codes correcteurs et des calculs redondants, minimisant le risque de faux résultats due à des défaillances du matériel ou à des bugs du logiciel lui-même.
Enfin, des programmes graphiques permettent la visualisation de nombreux objets (parfois remarquablement abstraits), facilitant la compréhension de certains phénomènes, comme le retournement de la sphère (ce fut tout particulièrement le cas de l'étude d'objets fractals, comme l'ensemble de Mandelbrot), voire la découverte de relations cachées (comme dans le cas de la spirale d'Ulam).

## Applications et exemples
La liste suivante (non exhaustive) donne une idée de la variété des applications des mathématiques expérimentales :
- Recherche de contre-exemples
  - Roger Frye a utilisé ces techniques pour obtenir le plus petit contre-exemple à la conjecture d'Euler.
  - Le projet ZetaGrid tente de calculer un contre-exemple à l'hypothèse de Riemann.
  - De même, ce projet dû à Tomás Oliveira e Silva(en) recherche un contre-exemple à la conjecture de Syracuse.

- Recherche de nouveaux exemples de nombres ou d'objets ayant des propriétés particulières
  - Le Great Internet Mersenne Prime Search recherche de nouveaux nombres de Mersenne premiers.
  - Le projet OGR-27 de distributed.net recherche les règles de Golomb optimales.
  - Le crible de Riesel (en) est un projet de recherche du plus petit nombre de Riesel.
  - Le projet Seventeen or Bust recherche le plus petit nombre de Sierpiński.
  - On peut également ranger dans cette catégorie les constructions de groupes simples ayant amené au théorème de classification, par exemple la construction explicite du groupe E8.

- Découverte fortuite de nouvelles structures
  - L'attracteur de Lorenz, un des premiers exemples de système dynamique chaotique, a été découvert par Edward Lorenz alors qu'il s'intéressait à des anomalies du comportement d'un modèle numérique du climat.
  - La spirale d'Ulam fut découverte accidentellement par Stanislaw Ulam (dans ce cas précis, l'expérimentation fut d'abord réalisée à la main).
  - L'existence des nombres de Feigenbaum fut d'abord conjecturée par Mitchell Feigenbaum à la suite d'observations numériques accidentelles, dix ans avant qu'une théorie satisfaisante amenant à une démonstration rigoureuse n'apparaisse.

- Utilisation de programmes pour vérifier un grand nombre de cas dans le cadre de démonstrations assistées par ordinateur.
  - Le projet de Thomas Hales de vérification de sa démonstration de la conjecture de Kepler a été rendu nécessaire par le refus des comités de lecture de la valider.
  - Les démonstrations actuellement connues du théorème des quatre couleurs nécessitent le contrôle de plusieurs centaines de cas ; aucune simplification amenant à une démonstration humainement vérifiable n'a encore été trouvée.
  - La démonstration de la non-existence d'un plan projectif fini d'ordre dix[8] a demandé le contrôle de milliers de sous-cas, correspondant à l'exploration exhaustive d'un arbre de possibilités ayant environ mille milliards de branches.

- Vérification symbolique (utilisant des logiciels de calcul formel) de conjectures, motivant la recherche d'une démonstration analytique.
  - Des solutions à un cas particulier du problème à trois corps quantique, celui du cation dihydrogène, furent trouvées sous forme de séries en utilisant des méthodes classiques de chimie quantique, avant qu'une analyse symbolique montre qu'elles correspondaient toutes à une unique solution de forme fermée, utilisant une généralisation de la fonction W de Lambert. Ce travail a amené également à la découverte d'une relation non soupçonnée jusque-là entre la théorie de la gravitation et la mécanique quantique : on trouvera plus de détails dans l'article dilaton, ainsi que dans les articles gravité quantique et plus précisément théorie R=T.
  - Dans l'étude du problème à N corps relativiste, plus précisément la théorie temporellement symétrique de Wheeler et Feynman, l'équivalence entre un potentiel de Liénard-Wiechert avancé de l'action de la particule j sur la particule i et celui de la particule i agissant sur j fut montrée par le calcul jusqu'à l'ordre {\displaystyle 1/c^{10}} avant d'être démontrée mathématiquement (cette théorie a regagné de l'intérêt récemment à cause des travaux sur la non-localité).
  - Dans le domaine de l'optique non linéaire, la vérification du développement en série de l'enveloppe du champ électrique correspondant à la propagation d'impulsions lumineuses ultrabrèves dans un milieu non isotrope a montré que le développement utilisé jusque-là était incomplet ; le terme supplémentaire s'est révélé en accord avec l’expérience.
- Évaluation de séries, de produits infinis et d'intégrales (voir aussi à ce sujet l'article algorithme de Risch), le plus souvent à l'aide de calculs en grande précision (plusieurs centaines de chiffres), puis d'algorithmes de recherche de relations (en) (tel que l'Inverseur de Plouffe) pour relier le résultat à des constantes connues. Ainsi, l'identité suivante fut conjecturée par Enrico Au-Yeung, étudiant sous la direction de Jonathan Borwein en 1993, en utilisant l'algorithme PSLQ (en)[9] : {\displaystyle {\begin{aligned}\sum _{k=1}^{\infty }{\frac {1}{k^{2}}}\left(1+{\frac {1}{2}}+{\frac {1}{3}}+\cdots +{\frac {1}{k}}\right)^{2}={\frac {17\pi ^{4}}{360}}\end{aligned}}} (mais elle était déjà connue et démontrée[10]),
- Explorations graphiques
  - Les ensembles de Julia, et d'autres fractales liées à l'étude des systèmes dynamiques, furent étudiés au début du XXe siècle par plusieurs mathématiciens (Julia, Fatou, Poincaré) qui en donnèrent quelques propriétés, mais renoncèrent à les dessiner ; dans Les objets fractals, Benoît Mandelbrot explique comment les premières représentations graphiques l'ont amené à penser que ces objets étaient en fait omniprésents dans la nature, puis, vers 1980, les propriétés de l'ensemble de Mandelbrot furent d'abord conjecturées sur les images produites, l'utilisation de la couleur jouant un rôle non négligeable dans la visualisation de certaines de ces propriétés.
  - Dans Indra's Pearls (en) (Les Perles d'Indra), David Mumford analyse diverses propriétés des transformations de Möbius et des groupes de Schottky (en) à l'aide d'images de ces groupes construites par ordinateur, et qui « ont fourni des indices convaincants de la plausibilité de nombreuses conjectures, et des pistes pour des explorations ultérieures »[11].

## Problèmes ouverts
Certaines relations sont vraies à une très grande précision, mais on n'en connait pas encore de démonstration rigoureuse ; un exemple (qui semble généraliser la formule BBP) est, :
{\displaystyle {\begin{aligned}\sum _{n=0}^{\infty }\left({\frac {1}{(7n+1)^{2}}}+{\frac {1}{(7n+2)^{2}}}-{\frac {1}{(7n+3)^{2}}}+{\frac {1}{(7n+4)^{2}}}-{\frac {1}{(7n+5)^{2}}}-{\frac {1}{(7n+6)^{2}}}\right)\,{\stackrel {?}{=}}\ {\frac {24}{7{\sqrt {7}}}}\int _{\pi /3}^{\pi /2}\log \left|{\frac {\tan t+{\sqrt {7}}}{\tan t-{\sqrt {7}}}}\right|dt\end{aligned}},}
égalité qui a été vérifiée pour les 20000 premières décimales (à titre de comparaison, les coïncidences de la section suivante s'arrêtent toutes après moins de 50 chiffres significatifs). De nombreuses autres formules analogues ont été récemment découvertes ; la plus surprenante est peut-être la conjecture de Boris Gourevitch (découverte en 2002, et toujours non démontrée en 2020) :
{\displaystyle \sum _{n=0}^{\infty }{\frac {(1+14n+76n^{2}+168n^{3})(2n!)^{7}}{2^{20n}(n!)^{14}}}{\stackrel {?}{=}}\ {\frac {32}{\pi ^{3}}}}.
M. Guillera fait remarquer que ce type de formule pourrait en principe être démontré mécaniquement, mais que ces démonstrations (effectuées dans un temps réaliste) sont hors de portée des ordinateurs et des logiciels actuels. Cependant, en 2012, de nouvelles techniques, inspirées de méthodes de la théorie des cordes, semblent avoir permis de démontrer une partie de ces formules.

## Des conjectures trompeuses
En dépit de ce qui précède, certaines relations plausibles sont vérifiées avec un haut degré de précision, mais sont cependant fausses. Par exemple, {\displaystyle \int _{0}^{\infty }\cos(2x)\prod _{n=1}^{\infty }\cos \left({\frac {x}{n}}\right)dx\approx {\frac {\pi }{8}}} ;
les deux membres sont égaux jusqu'à la 42e décimale ; un exemple de nature un peu différente est donné par les intégrales de Borwein.
Un autre exemple ne relevant pas d'une coïncidence numérique est que la hauteur des facteurs (entiers) de xn − 1 (c'est-à-dire la plus grande valeur absolue de leurs coefficients) semble être inférieure ou égale à la hauteur du n-ème polynôme cyclotomique. Ce résultat (au demeurant assez naturel) a été vérifié par ordinateur pour n < 10000. Cependant, une recherche plus poussée a montré que pour n = 14235, la hauteur du n-ème polynôme cyclotomique est 2, mais qu'il existe un facteur de hauteur 3. Ce genre de conjecture erronée (par examen d'un nombre insuffisant de cas) est fort ancien ; Pierre de Fermat avait déjà cru pouvoir affirmer que les nombres {\displaystyle 2^{2^{n}}+1} étaient tous premiers, ce qui n'est vrai que jusqu'à n = 4 : Euler a montré que {\displaystyle 2^{2^{5}}+1} est divisible par 641.
Les représentations graphiques, si elles sont parfois plus convaincantes qu'une démonstration rigoureuse, peuvent également induire en erreur, au point que de célèbres paradoxes graphiques font depuis longtemps partie du folklore mathématique. Ainsi, les premières représentations de l'ensemble de Mandelbrot semblaient montrer de nombreux ilots isolés ; les filaments presque invisibles que des représentations plus précises (et colorées) ont permis de deviner ont finalement amené à conjecturer qu'il était connexe, ce qui fut démontré par Hubbard et Douady, mais des conjectures plus précises encore (telles que la conjecture de densité des composantes hyperboliques) semblent difficiles à confirmer ou à réfuter à l'aide de la seule version approximative que montrent les ordinateurs, version dont il n'est au demeurant pas aisé de prouver qu'elle n'est pas trop éloignée de l'objet « réel ».

## Utilisateurs renommés
Les mathématiciens et informaticiens suivants ont apporté des contributions significatives au champ des mathématiques expérimentales :
- Fabrice Bellard
- David H. Bailey
- Jonathan Borwein
- David Epstein
- Helaman Ferguson (en)
- Ronald Graham
- Thomas Hales
- Donald Knuth
- Oren Patashnik
- Simon Plouffe
- Eric W. Weisstein
- Doron Zeilberger